# Synchaeta kitina
Synchaeta kitina är en hjuldjursart som beskrevs av Rousselet 1902. Synchaeta kitina ingår i släktet Synchaeta och familjen Synchaetidae. Arten är reproducerande i Sverige.

## Underarter
Arten delas in i följande underarter:
- S. k. kitina
- S. k. monodactyla